# Setju (Beamter)
Setju war ein altägyptischer Beamter und Hohepriester des Alten Reiches, seine Lebenszeit ist nicht genauer bekannt.

## Belege
Setjus Name erscheint auf einer reich verzierten Scheintür sowie auf mehreren Statuengruppen, die ihn zusammen mit seiner Frau zeigen. Deren Name ist unbekannt, nur das letzte Zeichen blieb erhalten. Dieses lässt zumindest den Schluss zu, dass ihr Name mit „…Ka“ endete.

## Amtszeit
Setju bekleidete mehrere hohe Ämter, so trug er als Hoherpriester des Ptah auch den Titel Größter Leiter der Handwerker (Wr-ḫrp-ḥmw.t = Wer-cherep-hemut). Außerdem war er Gottesdiener des Sokar und Großer der Zehn von Oberägypten. Es ist unklar, unter welchem König Setju amtierte. Eine Statuengruppe, heute im Archäologischen Nationalmuseum in Neapel, erwähnt zwar ebenfalls einen gewissen „Setju“, allerdings ohne die Priestertitel. Der Ägyptologe Charles Maystre hält es für denkbar, dass Setju ein Amtskollege des Priesters Ptahschepses (5. Dynastie) war. Dann wäre Setju unter Königen wie Niuserre und Userkaf tätig gewesen. Möglich wäre auch, dass Setju noch vor Ptahschepses sein Amt ausübte, in diesem Falle hätte er noch unter Mykerinos in der 4. Dynastie amtiert und wäre der bislang früheste Gottesdiener des Ptah Ägyptens.

## Grab
Es gibt interessanterweise zwei Gräber, die einem Beamten namens „Setju“ gehören, beide befinden sich in Sakkara und wurden von Auguste Mariette ausgegraben. Eines davon wird dem Priester gehört haben. Die Stelen und Statuen befinden sich inzwischen in verschiedenen ägyptischen Museen.